# 僕が夢見た誰とでも犯れる世界は、女が男を犯る世界だった
『僕が夢見た誰とでも犯れる世界は、女が男を犯る世界だった』は、成島ゴドーによる日本の成人向け漫画。
強姦法という法律により強姦が合法され、常に犯し犯される光景がざらとなった日本の話。

## 登場人物
広治
デビュー前のアイドル。
晶
デビュー前のアイドル。
剛史
デビュー前のアイドル。
真人
デビュー前のアイドル。
東郷温子
女子プロレスラー。問題児としても有名で不祥事で解雇された。強姦法に則り、真人を犯す。姉妹でキスをする、かなりの淫乱。
東郷冷子
女子プロレスラー。しかし、解雇され現在は社長秘書兼ボディーガード。晶を犯す。
日菜
強姦法ができたことで性生活を充実できると喜んでいる。
朋子
強姦法ができたことで性生活を充実できると喜んでいる。巨乳。太っていないが胸の大きさからか日菜からデブと呼ばれている。
泉
強姦法ができたことで性生活を充実できると喜んでいる。
亜希子
強姦法ができたことで性生活を充実できると喜んでいるが実際には全然男が寄ってこないことで辟易している。巨乳
永井。
会社勤めの女上司。会社では怒鳴り散らし、男性社員からの評判が悪い。岡本を犯そうとする。
永井愛花
永井の娘。教師曰く、成績優秀。
山田
愛花の通う学校の教師。
岡本
永井の部下。女性に対しての付き合い方には自信を持っていない。ただし女性に優しいわけではなく女性が犯されているところを見てもなんとも思わず、むしろ犯した男性寄りの態度をしていた。
泉田
岡本の後輩。女性を犯すことにノリがいい。
川元
岡本の同僚。ショートヘアの女性を真っ先に犯した。
藤田
岡本の同僚。
ショートヘアの女性
デパートのトイレにいたところを狙われて犯された不幸な女性。逃げようとするが転んで捕まってしまい、そこで犯された。ボーイッシュな顔立ちに反してスタイルの良い巨乳。実際に「熟していて素晴らしい」と言われるなど魅力を認められていたのかロングヘアの女性が泉田一人に犯されたのに彼女だけは複数に犯されていた。既婚者。
ロングヘアの女性
デパートのトイレにいたところを狙われて犯された不幸な女性。どちらかというと泉田の好みで優先的に手を出された。実年齢は不明だが少なくともショートヘアの女性よりは若いと男性たちからは思われている。

## 書誌情報
- 成島ゴドー 『僕が夢見た誰とでも犯れる世界は、女が男を犯る世界だった』 ティーアイネット、全1巻